# Vladimir Vysockij
Vladimir Semjonovič Vysockij (rusky Владимир Семёнович Высоцкий, 25. ledna 1938 Moskva – 25. července 1980 Moskva) byl ruský písničkář, herec a básník.
Vladimír Vysockij patří dodnes k nejpopulárnějším a nejtalentovanějším umělcům v novodobých dějinách Ruské federace a bývalého Sovětského svazu.
Za svého života Vysockij nesměl v Sovětském svazu publikovat, vydávat desky ani oficiálně koncertovat. Jeho písně a verše se zachovaly díky amatérským nahrávkám i pozdějším profesionálním záznamům pořízeným při pobytech v zahraničí. Režim ho střídavě stíhal a toleroval. Byl přijímán sovětskou vládou jako herec, ale nikdy jako básník a zpěvák, i když jeho písně poslouchali i političtí funkcionáři včetně rodiny L. I. Brežněva. Kvůli písním měl Vysockij potíže se sovětskou mocí, které se promítly nejen do zákazu koncertování a nahrávání, ale omezovaly i jeho obsazování do filmových rolí. Jako herec se mohl realizovat především v moskevském Divadle na Tagance, legendární byla jeho interpretace Hamleta. Ve filmu debutoval v roce 1959 a za celou kariéru natočil přes dvě desítky filmů. Kromě hereckých rolí se na řadě filmů podílel jako skladatel a autor písní.
Jako básník se realizoval především v žánru autorské písně. Inspirován Bulatem Okudžavou začal své básně zpívat za doprovodu kytary. Zpočátku byly prováděny v kruhu přátel, později se staly široce známými díky magnetofonovým nahrávkám distribuovaným po celé zemi. Často vystupoval na polooficiálních koncertech pro publikum ze všech vrstev ruské společnosti. Posluchače si získával svým sugestivním pěveckým projevem a texty, které obsahovaly sociální a politické komentáře v často humorném pouličním žargonu.
Během Vysockého života jeho písně nezískaly v SSSR oficiální uznání. V roce 1968 byla v tisku zahájena kampaň s cílem zdiskreditovat jeho hudební a básnické dílo. Až do roku 1981 nebyly jeho texty knižně vydány v žádném sovětském nakladatelství. Cenzurní omezení byla částečně zrušena až po Vysockého smrti, kdy vyšla sbírka jeho básnických děl pod názvem Nerv. Nicméně cenzurní kontrola nad publikováním Vysockého básní a písní, stejně jako jemu věnovaných novinových a časopiseckých článků, pokračovala až do perestrojky. Legalizace jeho práce začala v Sovětském svazu v roce 1986, kdy byla na Svazu spisovatelů SSSR vytvořena komise pro literární dědictví Vysockého. Dospěla mimo jiné k závěru, že Vysockij, který zaujímá jedno z ústředních míst v historii ruské kultury 20. století, měl silný vliv na formování názorů svých současníků a následujících generací.
Vysockij se celý život potýkal s alkoholismem. Na vrcholu slávy koncertoval, nahrával, natáčel, zkoušel v divadle, po nocích psal básně a to vše tempem, které nakonec nedokázal zvládnout bez pomoci drog. To se podepsalo i na jeho předčasné smrti.

## Život

### Dětství a studium
Narodil se v Moskvě v rodině Niny Maximovny a Semjona Vladimiroviče Vysockého. Otec byl absolventem polytechniky, matka studovala cizí jazyky a pracovala jako překladatelka. V březnu 1941 byl otec povolán do armády, matka se synem byli po vyhlášení války evakuováni na východ země do Buzuluku. Do Moskvy se vrátili v roce 1943, ale otec již mezitím navázal vztah s jinou ženou a manželství se rozpadlo. Vladimir žil zpočátku u matky, která však musela pracovat a na výchovu syna nestačila. Navíc měl problematický vztah se svým otčímem a to se projevovalo na neuspokojivých výsledcích ve škole. V roce 1946 se jeho otec domohl u soudu svěření syna do své péče.
Po druhé světové válce, v letech 1947–1949, žil s otcem a nevlastní matkou Jevgenijí Lichalatovou v německém městě Eberswalde nedaleko Berlína, kam byl otec převelen v rámci vojenské služby. Vladimír se zlepšil ve škole, studoval hudbu, naučil se německy. Svoje dětství prožil pod vlivem hrůz druhé světové války. Vzpomínky z války proto v pozdější tvorbě mockrát spojoval s válčícím ruským vojákem. Jako dítě toužil být v armádě a bojovat. Chtěl se stát důstojníkem, zajímal se o zbraně, ale neuspěl ve zkouškách do Suvorovovy školy.
Na konci léta 1949 se vrátili do Moskvy a usadili se ve společném bytě na Velké kočárové ulici (Большой Каретный). Ve škole se zajímal o literaturu a divadlo, s přáteli jezdili na koncerty, četli ruské básníky. V roce 1952 vstoupil do Komsomolu. Jednu z prvních básní napsal v roce 1953 po Stalinově smrti, ale více než politika ho přitahovalo umění. Psal básně o školním životě, přátelích a společně prožitých příhodách. Matka mu k 17. narozeninám koupila první kytaru a jeho přítel Igor Kochanovskij ho naučil základní akordy. Byl zaujatý divadlem a filmem, chodil do dramatického kroužku.
Na Velké kočárové ulici vzniklo na počátku 50. let neformální společenství v bytě herce a režiséra Leona Kočarjana, kde se scházeli zástupci svobodomyslné inteligence. Patřili sem například Edmond Keosajan, Julian Semjonov, Oleg Striženov, Ilja Glazunov, Ludmila Gurčenková, Andrej Tarkovskij, Vasilij Šukšin a mnoho dalších. Kočarjan měl velký vliv na formování osobnosti Vysockého, pomáhal mu v jeho kariéře. Vysockij zde představoval své nové písně, diskutoval o plánech do budoucna. Kočarjanovi věnoval píseň Tam na Kočárový (Большой Каретный), napsanou v roce 1962, která začíná slovy: „Kde je tvých 17 let? Na Velké Kočárové...“ a popisuje události a okolnosti spojené s touto komunitou.
V červnu 1955 ukončil střední školu maturitní zkouškou, chtěl se stát hercem. Rodina trvala na tom, aby studoval techniku, a tak se zapsal na Strojírenský a stavební institut. Už po prvním semestru v lednu 1956 ze školy odešel. Přihlásil se ke zkouškám na Moskevskou uměleckou divadelní školu a byl přijat. Vysockého básnický talent se projevil už v prvním studentském představení, pro které napsal text na motiv populární písně Odessa Port. Báseň Mezi planetami, mezi kometami... se později stala neoficiální hymnou studentů divadelní školy. Vysockij se stal pravidelným autorem parodií, epigramů a básní těchto studentských besídek, v nichž převládal humor a satira. Vysockého oblíbeným předmětem byla literatura. Zajímal se o starověkou literaturu, starověkou řeckou mytologii. Profesor Andrej Siňavskij představil studentům nejen klasickou ruskou literaturu, ale také moderní básníky Pasternaka a Okudžavu. Po koncertě, na kterém Okudžava zpíval studentům své básně, se Vysockij znovu vrátil ke studiu hry na kytaru. Během studia hrál v divadelních inscenacích školního souboru, v roce 1959 debutoval ve filmu Vrstevníci (Сверстницы) režiséra Ordynského.

### Soukromý život
Od podzimu roku 1957 žil se studentkou herectví Izou Žukovou, vzali se 25. dubna 1960. V červnu téhož roku Vysockij ukončil školu s titulem dramatický a filmový herec. Byl přidělen do Moskevského činoherního divadla A. S. Puškina, kde strávil (s přestávkami) téměř tři problematické roky. Ty byly poznamenány četnými správními sankcemi kvůli nedostatku disciplíny a občasným výstřelkům v opilosti, které byly reakcí především na nedostatek vážných rolí a nemožnost realizovat umělecký potenciál. Nespokojenost s divadelní kariérou kompenzoval psaním veršů a písňových textů.
V roce 1961 se při natáčení filmu Let číslo 713 seznámil se studentkou filmové školy Ludmilou Abramovou a začali spolu žít. V roce 1962 se jim narodil syn Arkadij, v roce 1964 syn Nikita. Manželství uzavřeli až v srpnu 1965, protože Vysockij se dlouho nemohl rozvést se svou první ženou. V roce 1969 skončil i tento svazek.   
Roku 1964 se stal členem avantgardního divadla Moskevského dramatu a komedie Na Tagance. Na konci 60. let navázal vztah s herečkou Taťjanou Ivaněnkovou, který trval několik let.

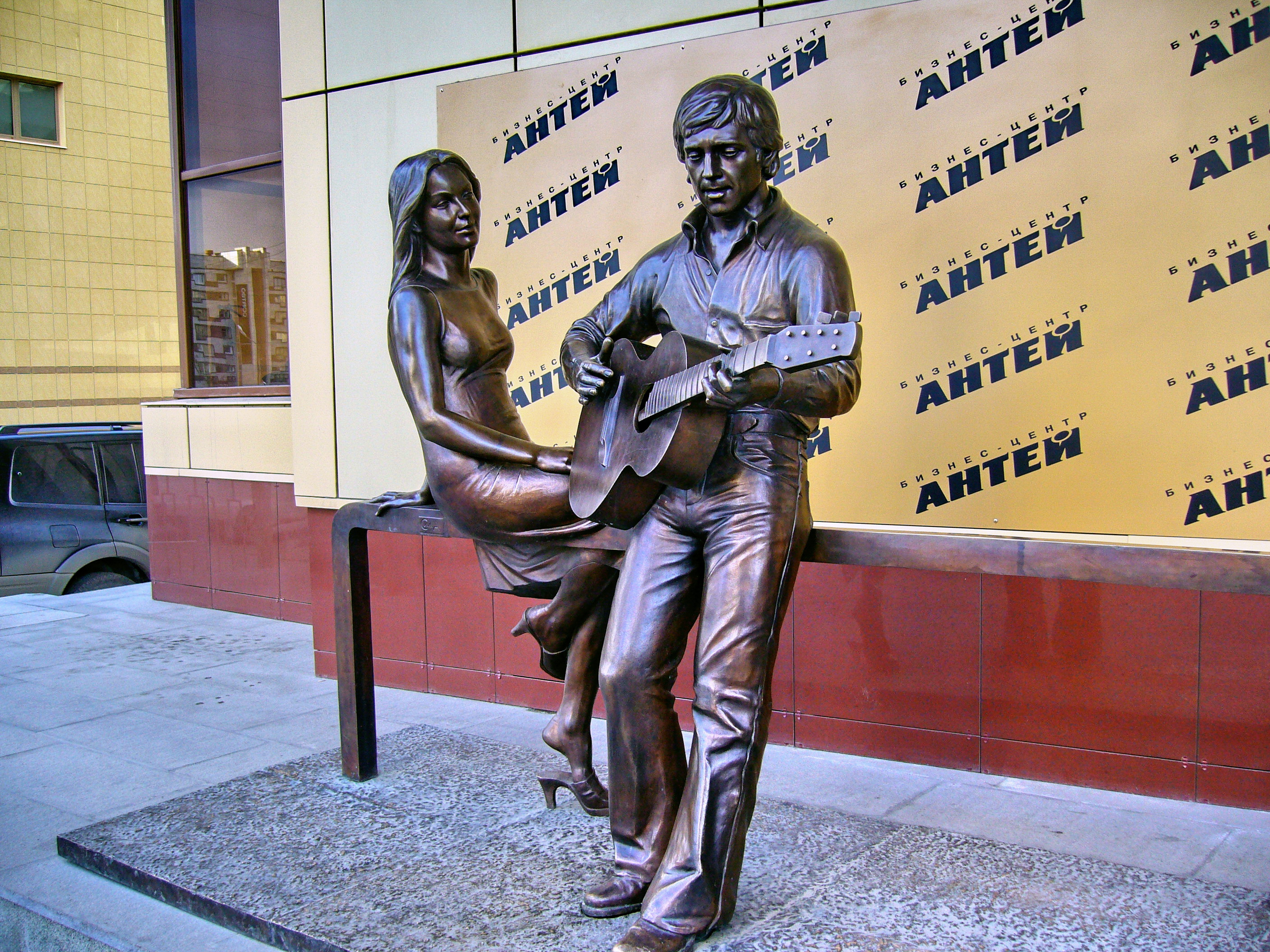
Pomník Mariny Vladyové a Vladimíra Vysockého v Jekatěrinburgu

Vysockého osudovou ženou byla francouzská herečka ruského původu Marina Vladyová, členka Komunistické strany Francie. Seznámili se v roce 1968, kdy během filmového festivalu v Moskvě navštívila představení Divadla na Tagance. Více než v divadelní roli ji upoutal přednesem svých písní za doprovodu kytary. Jejich milostný vztah pokračoval i po návratu Vladyové do Paříže. Věnoval jí několik milostných písní. Jejich setkávání komplikovaly úřední formality, které vyžadoval tehdejší komunistický režim v Sovětském svazu při cestování do jiných zemí. Situace se zlepšila, když 1. prosince 1970 uzavřeli v Moskvě manželství. Na přímluvu předsedy komunistické strany Francie byl Vysockému vystaven pas a v roce 1973 se manželé mohli vydat na cestu po Evropě. V dalších letech Vysockij navštívil řadu zemí včetně Spojených států a Kanady jak soukromě, tak s Divadlem na Tagance. Často pobýval v Paříži se svou ženou, setkával se se známými umělci. Jeho dobrým přítelem byl polský herec Daniel Olbrychski. V cizině vyšlo několik gramofonových desek s Vysockého písněmi, vystoupil v televizních pořadech Švédska, Německa, Rakouska, USA a dalších zemí. Měl velkou popularitu mezi ruskými emigranty. Nikdy však nechtěl trvale žít v zahraničí a do vlasti se vždy vracel. Jejich manželství bylo poznamenáno Vysockého závislostí na alkoholu a drogách, která měla negativní dopad na jeho zdraví. Manželka se snažila mu během zdravotních krizí pomáhat, ale v posledních letech života Vysockého byl vztah mezi nimi komplikovaný. Vysockij se ve Francii několikrát pokusil o léčení, ale nikdy nevydržel do konce.
Vysockij v roce 1977 poznal v Moskvě studentku Oksanu Afanasjevovou, která se stala jeho blízkou přítelkyní a byla mu oporou až do konce života.

### Závěr života

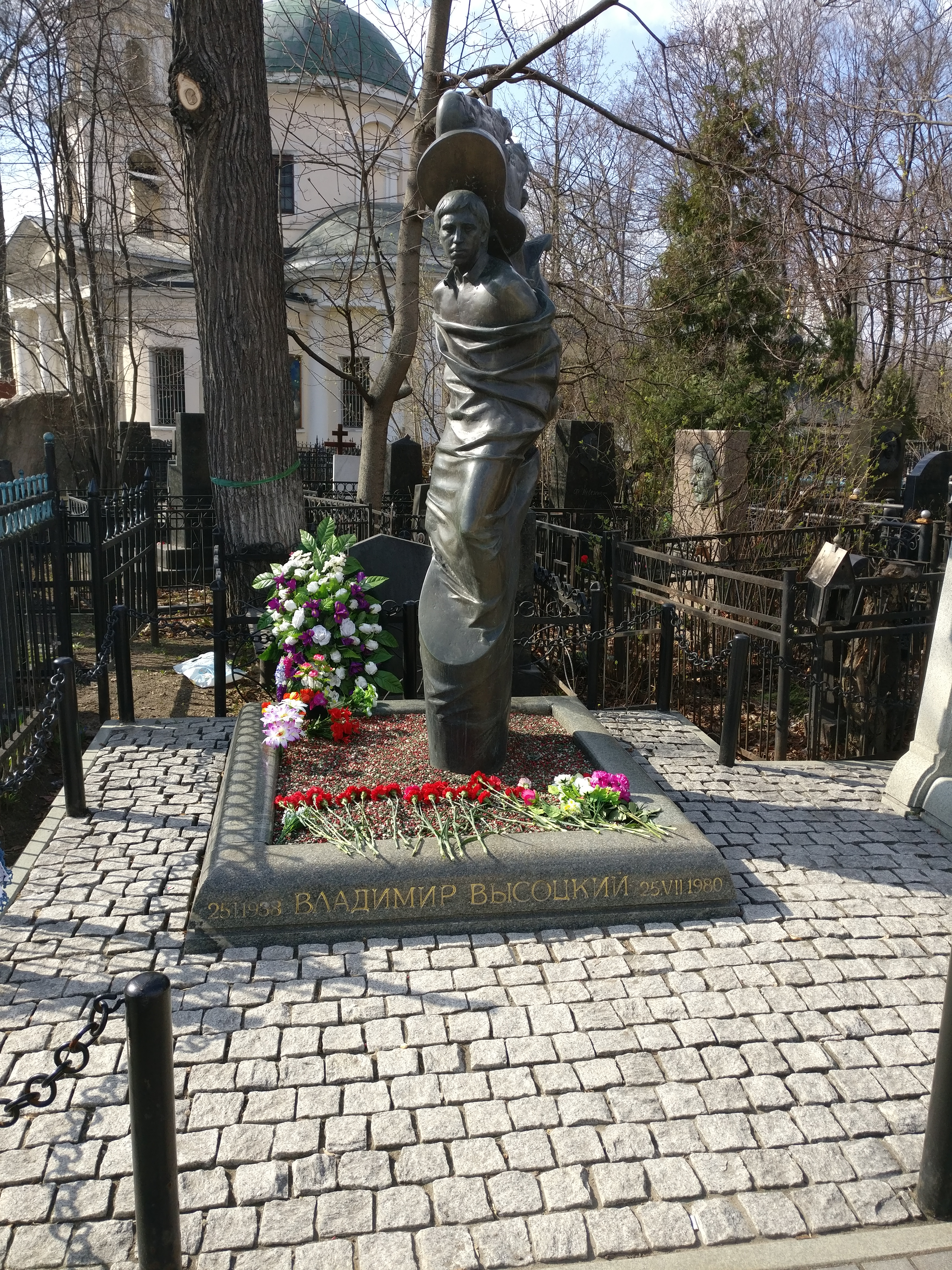
Hrob Vladimíra Vysockého na Vagaňkovském hřbitově

Vysockij měl dlouhodobě značné problémy s alkoholem, což se projevilo i na zhoršení zdravotního stavu od počátku 70. let. V těžkých záchvatech opilosti nad sebou ztrácel kontrolu, chrlil krev, když mu praskly žaludeční vředy nebo tepna na krku. Několikrát musel být hospitalizován a třikrát překonal klinickou smrt. Začal si vypomáhat užíváním různých podpůrných prostředků, které mu zpočátku umožňovaly vést navenek normální život a práci, omezit alkohol. Z toho se vyvinula závislost na morfinu, jehož užíváním se snažil kompenzovat tvůrčí vypětí a vysoké pracovní nasazení. Hrál divadlo, koncertoval, v noci psal verše a skládal písně, neuměl odpočívat. Bez drog nebyl schopen podat v této fázi uměleckého bytí svůj standardní výkon. V roce 1977 se jeho zdraví zhoršilo do té míry, že se v dubnu ocitl na moskevské klinice ve stavu fyzického a duševního kolapsu.
Vysockého zdraví se prudce zhoršilo během turné po Střední Asii v červenci 1979. V Buchaře ho postihl srdeční záchvat, při kterém díky zásahu lékařů překonal klinickou smrt.
Dne 25. ledna 1980 oslavil v kruhu rodiny a nejbližších přátel 42. narozeniny. V posledních měsících se pohyboval na hraně života a smrti. Sám si svůj kritický stav uvědomoval a chtěl zvolnit, věnovat se jen psaní. V Divadle na Tagance si vyžádal roční dovolenou, protože měl v úmyslu spolupracovat na natáčení filmu Zelená dodávka. V květnu přijel do Paříže, kde mu Vladyová sjednala pobyt na klinice pro léčbu závislostí. Po návratu do Sovětského svazu sehrál v divadle na závěr sezóny dvě představení Hamleta. Jeho poslední koncert se konal 16. července 1980 v Koroljovu u Moskvy, na jevišti vystoupil naposled 18. července v roli Hamleta v Divadle Na Tagance. Problémy se zdravím se stupňovaly a 25. července měl nastoupit na léčení do nemocnice. Vysadil drogy, ale trpěl abstinenčními příznaky a hovořil o blízké smrti. Zemřel ve spánku brzy ráno 25. července 1980 ve svém bytě za přítomnosti několika přátel. Na lékařském osvědčení bylo jako příčina úmrtí uvedeno akutní kardiovaskulární selhání.   
Stručnou zprávu o Vysockého smrti zveřejnily pouze noviny Večerní Moskva a Sovětská kultura. Přesto se zpráva o jeho smrti rychle rozšířila po celé zemi. Pohřeb se konal 28. července v Moskvě a stal se manifestací lásky, na čas zastínil i probíhající olympijské hry. Rakev se zesnulým umělcem byla vystavena v Divadle na Tagance, kam se s ním přišly rozloučit desetitisíce lidí. Pohřben byl na Vagaňkovském hřbitově.

### Posmrtný ohlas
Vysockého smrt vyvolala spontánní nárůst básnické tvořivosti, který pokrýval nejrůznější vrstvy obyvatelstva. Zpočátku lidé přinášeli letáky s básněmi adresovanými Vysockému do divadla Taganka; později se četná věnování objevila na jeho hrobě. Vzniklo velké množství písní a poetických reakcí; následně byl tento projev lidového uznání nazýván "fenoménem národní literární kritiky". Značný počet děl věnovali Vysockému zástupci žánru autorské písně, mezi nimi Bulat Okudžava, Alexandr Gorodnickij, Andrej Makarevič. Velká část poetických a písňových věnování byla následně zařazena do dvousvazkové publikace Věčná sláva Vladimíru Vysockému. Na přelomu 20. a 21. století obsahovala tato sbírka nejméně deset tisíc básnických textů. Do oběhu se po jeho smrti dostalo i mnoho falzifikátů vydávaných za jeho písně.

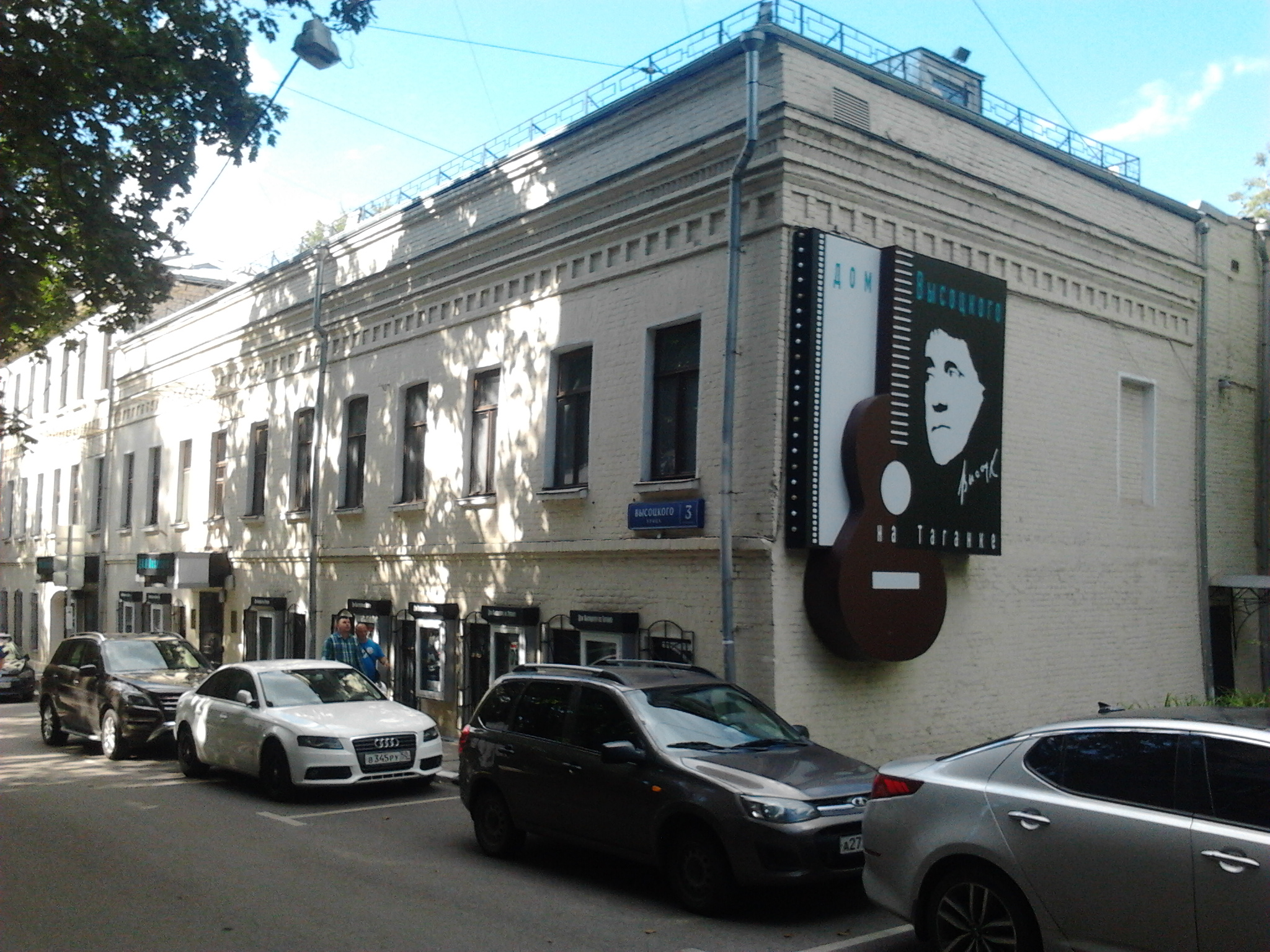
Vysockého muzeum v Moskvě Na Tagance

Vysockého verše a písňové texty nebylo možné v Sovětském svazu oficiálně publikovat. V roce 1978 jeho přátelé sestavili jako dárek samizdatové vydání jeho prací ve dvou svazcích. Téhož roku byly Vysockého texty zahrnuty do almanachu Metropol, který vyšel v nákladu 12 výtisků. Podstatou projektu bylo umístit do sbírky necenzurovaných textů díla odmítnutá sovětskými nakladatelstvími. Sbírka se stala předmětem pozornosti mocenských struktur, byla podrobena kritice na zasedání moskevské organizace Svazu spisovatelů.
Teprve v roce 1981 vydalo nakladatelství Sovremennik první sbírku Vysockého textů pod názvem Nerv. Editor knihy, básník Robert Rožděstvenskij, do ní zařadil texty, které byly již dříve schváleny cenzurou. Zlomový bod spojený s legalizací písňové a básnické tvorby Vladimíra Vysockého a ziskem oficiálního statusu básníka nastal v roce 1986, kdy byla na Svazu spisovatelů SSSR vytvořena komise zabývající se jeho literárním dědictvím. Informace o vytvoření tohoto orgánu, které se objevily v časopise Literární noviny 19. března 1986, se staly signálem, že zákaz publikování Vysockého textů již není relevantní. Navzdory určitému odporu konzervativců v čele s Jegorem Ligačovem byl Vysockij posmrtně odměněn Státní cenou SSSR.               
V roce 1989 bylo v Moskvě otevřeno oficiální Muzeum Vladimira Vysockého. V roce 1995 byl v Moskvě odhalen památník Vladimíra Vysockého na Strastnojově bulváru u Petrovských bran. Jeho pomníky jsou v řadě měst po celém Rusku. V jiných zemích byl například instalován v Oděse v září 2012. Následně bylo městskou radou Oděsy rozhodnuto o jeho odstranění, které bylo provedeno během nočních hodin z 30. na 31.12.2024. 

## Dílo

### Písně
Vysockij vešel ve známost především jako písničkář. Vystupoval na setkáních s kamarády, v bytech a klubech mimo oficiální hudební scény. Doprovázel se na ruskou sedmistrunnou kytaru, chraplavým hlasem zpíval balady o lásce, míru, válce, každodenním sovětském životě a lidském údělu. Jeho projev byl autentický. Lidé, kteří ho neznali, věřili, že jsou v nich zpracovány jeho vlastní zážitky.

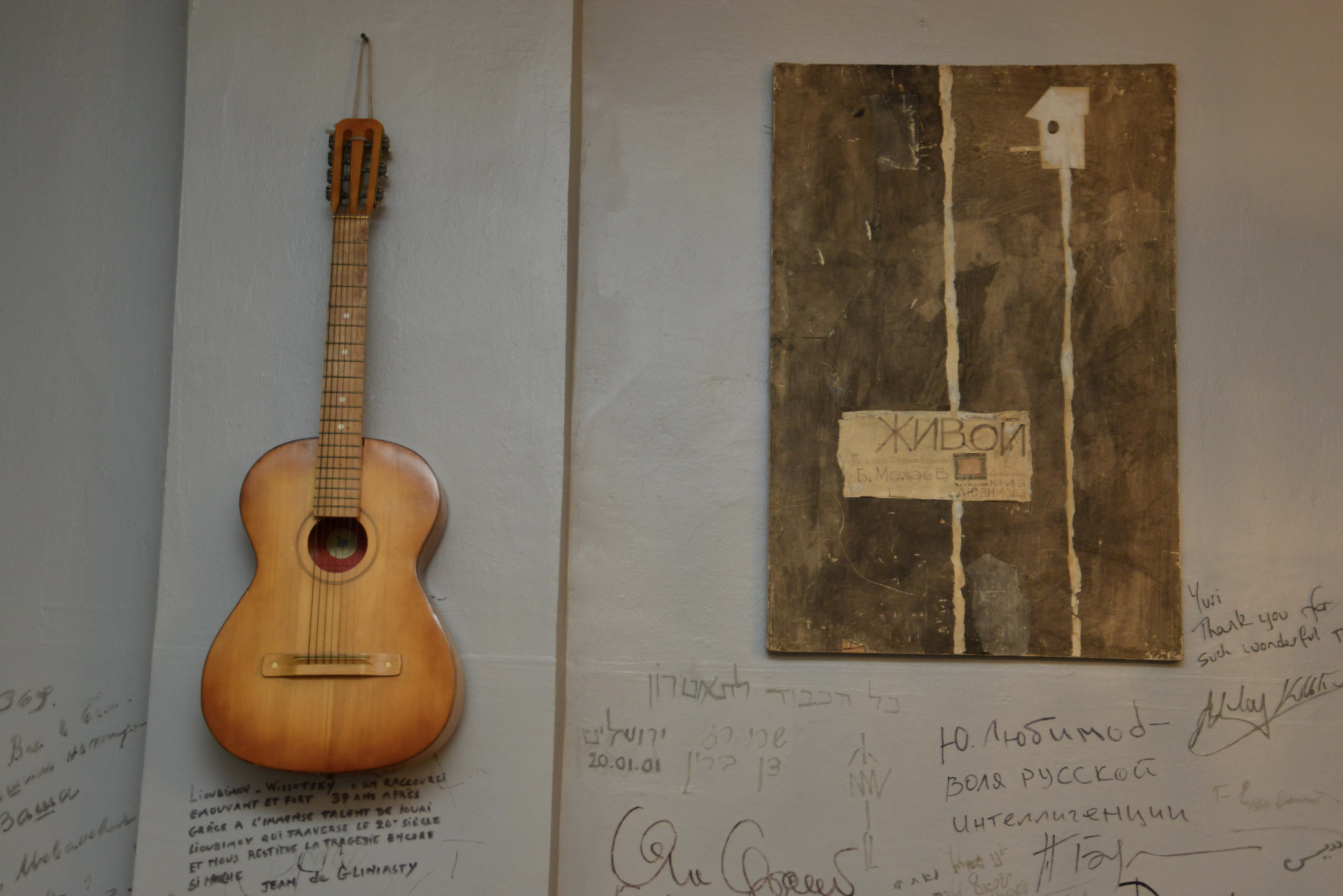
Kytara V. Vysockého v pracovně režiséra Ljubimova (Divadlo na Tagance)

Byl autorem více než 700 písní a básní. Tvůrčí vývoj Vysockého prošel několika etapami. V jeho rané tvorbě (1960–1965) byly námětem písní příběhy z prostředí věznic a moskevských ulic a dvorků. Díla byla napsána jazykem ulice, písně měly zpravidla bohatý, dynamický děj a postavy měly výrazné individuální rysy. V textech vycházel hlavně z městského folklóru, obsahovaly slovní hříčky, parodie, parafráze.
Jedna z prvních písní měla název Tetování a vznikla v červenci 1961. Odstartovala dlouhý a pestrý cyklus příběhů kriminálního podsvětí, plných spodních proudů a vtipných společenských komentářů. Později se tematický rozsah rozšířil díky vojenským písním, jako Píseň nemocnice, Serjoža Fomin, Masové hroby, Trestní prapory, Píseň o letci. Zpíval o zážitcích z války, jako by byl jejich přímým účastníkem a tyto písně s válečnou tematikou mu přinesly velkou popularitu. Mnoho posluchačů jeho písní nemohlo dlouho uvěřit, že Vysockij nebyl přímým účastníkem 2. světové války. Dokázal v lidech vyvolat pocit, že s nimi sdílel jejich vlastní osudy.
V říjnu 1964 Vysockij nahrál na magnetofon 48 vlastních písní a tato kompilace zvýšila jeho popularitu jako nové moskevské folkové undergroundové hvězdy. Poslední díla z kriminálního cyklu se datují do roku 1965, kdy napsal Kluci mi řekli o takovém tetování, Ve věznici Taganskaja je nás málo.., Katerina, Káťa, Kateřina!.
Nová etapa v písni a poezii Vysockého začala v roce 1964, kdy se stal hercem Divadla na Tagance. Herci tohoto divadla často vystupovali před publikem nejen s fragmenty z představení, která byly součástí pravidelného repertoáru divadla, ale také s vlastními čísly. Pro poetická představení, která uváděla verše sovětských básníků, napsal několik písní a zároveň je interpretoval za doprovodu kytary. Během tohoto období se ve Vysockého písních postupně objevovala nová témata, která utvářela jakousi encyklopedii ruského života. V jeho písních se objevovala různá podobenství, ironické a groteskní obrazy, které však měly hlubší podtext a posluchačům dávaly podnět k zamyšlení. První sólový koncert Vysockého pro veřejnost se konal v dubnu 1965 během leningradského turné divadla Taganka, kdy byl pozván, aby vystoupil v kavárně Molecule. Postupně se počet koncertů zvyšoval, vystupoval ve výzkumných ústavech, kulturních domech, mezi horníky v dolech, zpíval pro pacienty v nemocnici nebo vesničany v tajze. Jeho písně poslouchaly všechny generace a lidé různých společenských vrstev. Zpočátku neměl oficiální schválení písňového repertoáru od ústřední komise Moskoncert. Devět let nemohl jako autor a interpret písní legálně vystupovat na veřejných koncertech jako profesionál. Koncerty se většinou konaly pod hlavičkou setkání s hercem Divadla na Tagance. Vysockij se stal hlasem i duší národa a jeho popularita byla obrovská. I nadále však byl ze strany místních orgánů diskriminován a jeho dílo nemohlo být veřejně šířeno v hromadných komunikačních prostředcích ani na gramofonových deskách.     
Po nástupu L. I. Brežněva do nejvyšších funkcí byla v mnoha jeho písních patrná skrytá forma politické satiry. V období přísné cenzury se dotýkal mnoha zakázaných témat, kvůli tomu byly některé jeho písně zakázané. I proto se velká část jeho tvorby šířila na podomácky nahrávaných magnetofonových páscích.
Na jaře roku 1968 se proti Vysockému rozpoutala novinová kampaň, ve které byla zdiskreditována jeho písňová kreativita. Ve stranickém tisku Pravda v dubnu 1968 byl Vysockij nazván autorem "oplzlých a vulgárních písní oslavujících kriminalitu a apolitičnost". Ostrá kritika byla slyšet od profesionálních skladatelů Vasilije Solovjeva-Sedého a Dmitrije Kabalevského na nízkou kvalitu hudby. Novinové kampani k diskreditaci Vysockého tvorby předcházel konflikt mezi zástupci úřadů a Divadlem na Tagance, když ministerstvo kultury zakázalo pokračovat ve zkouškách hry Živý (Живой) na námět Borise Možajeva. Vysockij se zastal ředitele Ljubimova na poradě zaměstnanců divadla, která se konala za účasti instruktora okresního výboru komunistické strany. 
Nejméně čtyři z Vysockého písní z roku 1968, Spaste naše duše (Спасите наши души), Lov na vlky (Охота на волков), Moje cikánečka (Моя цыганская) a Rozpal tu lázeň do běla (Банька по-белому), byly později zařazeny mezi jeho mistrovská díla. V tomto období se v repertoáru Vysockého začaly objevovat milostné písně, dokumentující začátek jeho vášnivého milostného vztahu s francouzskou herečkou Marinou Vladyovou.
V roce 1969 se objevila část jeho písně O příteli v prvním dílu animovaného seriálu Jen počkej, zajíci!, kde si ji hvízdá vlk šplhající po stěně domu.
Začátkem 70. let jeho písňovou tvorbu ovlivnila práce na roli Hamleta v Divadle na Tagance. Do jeho písní se dostaly filozofické texty s úvahami o smyslu života i náznaky osobní zpovědi (Můj pohřeb, Píseň hotového člověka), často se obracel k věčným otázkám existence.
Ve druhé polovině 70. let se Vysockij často vracel ke vzpomínkám na dětství a dospívání, které mu měly pomoci pochopit, jak kořeny a původ ovlivňují osud člověka (Balada o dětství). Autobiografické motivy přítomné v pozdějších textech Vysockého navíc korelují s osudem země. V posledních letech svého života začal ve svých písních a poetické kreativitě kombinovat témata, motivy, zápletky a obrazy, které rozvíjel ve všech předchozích letech, avšak v prizmatu hamletovské zkušenosti. Zrodila se takzvaná "poezie syntézy", která absorbovala tvůrčí hledání a vývoj tří předchozích období.
V Česku zpívali některé jeho přeložené písně Jaromír Nohavica či Radůza. Nejvýznamnějším překladatelem a také interpretem Vysockého díla je v Česku rusista Milan Dvořák, který převedl do češtiny několik desítek písní a sestavil sbírku poezie Nepiju sám (2006).

### Divadlo

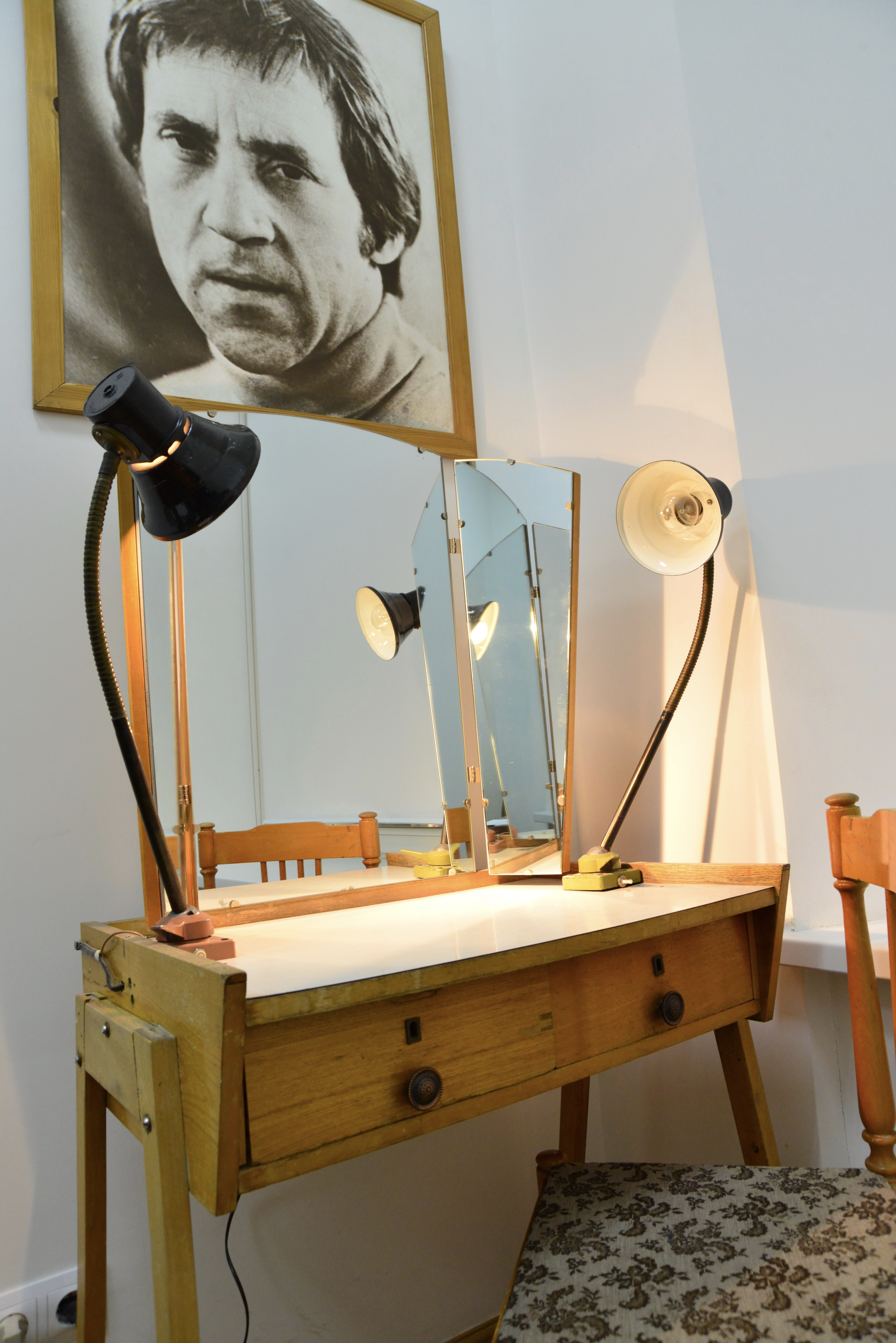
Vysockého stolek v herecké šatně Divadla na Tagance

V září 1964 byl přijat do hereckého souboru Divadla na Tagance, které vedl režisér Jurij Ljubimov. Právě v Tagance začal Vysockij zpívat na jevišti; téma války se stalo hlavním v jeho hudebním repertoáru. V roce 1965 se objevil v experimentální show Básník a divadlo (Поэт и Театр), založené na díle Andreje Vozněsenského a poté v Deseti dnech, které otřásly světem (podle knihy Johna Reeda). V inscenaci Antisvěty (Antiworlds, 1965), s básněmi Andreje Vozněsenského, měl několik individuálních výstupů – recitoval básně a zpíval při kytaře vlastní písně. Pásmo mělo značný ohlas u veřejnosti a na repertoáru divadla se udrželo až do roku 1979. Účinkoval také v jevištní kompozici s názvem Padlí a živí s texty básníků válečné generace doplněné písněmi známých skladatelů.
První velkou dramatickou roli dostal ve hře Život Galilea, která měla premiéru na jaře 1966. Jeho dalším hrdinou byl uprchlý trestanec Chlopuša v dramatické básni Sergeje Jesenina Pugačov (1967).
V roce 1969 začalo Divadlo na Tagance pracovat na nové hudební a poetické kompozici založené na dílech Andreje Vozněsenského, nazvané Postarejte se o své tváře (Берегите ваши лица). Vysockij pro ni složil píseň Lov na vlky, která byla reakcí na kampaň v novinách.
Vysockého hektický životní styl, který řešil nadměrným pitím alkoholu, narušoval provoz divadla, opakovaně musel navštěvovat kliniku pro léčbu závislostí. Vysockij se pro svou nespolehlivost dostával do konfliktu s režisérem Ljubimovem. Ten ho přesto obsadil do role Hamleta, která se v jeho provedení stala legendou. Vysockij hrál Hamleta v Sovětském svazu a během zahraničních turné více než 200krát po dobu devíti let. Premiéra byla 29. listopadu 1971, poslední vystoupení se konalo 18. července 1980, týden před Vysockého smrtí. Rok po premiéře Vysockij napsal báseň Můj Hamlet, vyprávějící jak o autorovi, tak o jeho jevištním hrdinovi.
V roce 1975 hrál Lopachina ve Višňovém sadu A. P. Čechova. Inscenace v režii Anatolije Efrose byla přijata rozporuplně. Jeho poslední jevištní rolí byl Arkadij Svidrigajlov ve hře Zločin a trest, která měla premiéru 12. února 1979.

### Film
Ve filmu se Vysockij objevil v epizodních rolích už během studia, ale sám nebyl s úrovní filmů z tohoto období spokojen. Skutečnou popularitu mu přinesl snímek Vertical z roku 1966, ve kterém se představil jako herec i autor písní. Obsazení Vysockého do filmu bylo v pozdějších letech mnohdy důvodem pro zákaz jeho uvedení v kinech, jako např. u dramatického filmu Intervence. Natočen byl v roce 1968, ale v kinech byl uveden až po 20 letech. Napsal také více než 100 písní pro různé filmy, ale pouze malá část se dostala na filmové plátno v konečné verzi.
Po roce 1970 se objevil i v několika zahraničních filmech, které však nesplnily jeho očekávání po umělecké stránce.
Ztvárnil role různorodých charakterů v dramatech, komediích i postav čistě kriminálních filmů. Jednu z nejvýraznějších rolí vytvořil v pětidílném televizním filmu Místo setkání nelze změnit z roku 1979. Za postavu Žeglova a autorské provedení písní k tomuto filmu byl posmrtně oceněn Státní cenou SSSR.

### Básnické sbírky
- Melodie (1980)
- Nerv (1981) – výběr z poezie
- Klíč
- Básně a písně
- Tři čtvrtiny cesty
- Otázky filozofii (1986)
- Úsvit (1987)
- Náš současník (1987)
- Sputnik (1987)

### České výbory z díla
- Koně k nezkrocení – Bulat Okudžava a Vladimír Vysockij. Příprava vydání Václav Daněk; překlad Václav Daněk (Bulat Okudžava) a Milan Dvořák (Vladimír Vysockij). Praha: Svaz Hudebníků, 1983. (Edice Kruhu přátel mladé hudby).
- VYSOCKIJ, Vladimír. Zaklínač hadů. Překlad Jana Moravcová. Praha: Lidové nakladatelství, 1984. (Edice Kamarád).
- VYSOCKIJ, Vladimír. Nepiju sám. Překlad Milan Dvořák, Pavel Růt. Praha: Dokořán, 2006. (Mocca). ISBN 80-7363-035-4. S. 83.

Dále pak ještě za jeho života vyšlo několik desek.